# Киселево (Красносельский район)
Киселево — деревня в Красносельском районе Костромской области. Входит в состав Прискоковского сельского поселения.

## География
Находится в юго-западной части Костромской области на расстоянии приблизительно 15 км на восток-северо-восток по прямой от районного центра поселка Красное-на-Волге.

## История
Известна с 1872 года, когда здесь (тогда центр волости) был учтен 21 двор, в 1907 году отмечено был 49 дворов.

## Население
Постоянное население составляло 54 человека (1872 год), 217 (1897), 215 (1907), 22 в 2002 году (русские 100 %), 29 в 2022.